# Пиростия (планина)
Пиростия (на гръцки: Πυροστιά) е планина в Гревенско, Гърция, част от Северен Пинд.

## Описание
Планината е голям масив в югозападния край на Гревенско, част от планинската верига на Северен Пинд. От планинския масив Авго на запад се отделя от прохода (1640 m) Ставрос или Салатура Ставру и река Лумница, докато от масива Милия (Какоплеври) на юг е разделен от прохода (1640 m), от където започва река Кира Кали, приток на Венетикос на изток.
Скалите ѝ са офиолити и флиш.
Планината е част от националния парк „Пинд“ от 1966 година, както и от Националния парк „Северен Пинд“ от 2003 година. Обрасла е с черен бор, бука, бял бор, чемшир и други. Част е от мрежата от защитени територии Натура 2000 (1310002 & 1310003) и е обявена за орнитологично важно място (068).
Изкачването до върха може да се осъществи от прохода Ставрос или Салатура Ставру (1640 m) за около 2,5 часа.
| Име                        | Име                        | Височина        | Местоположение                                       |
| -------------------------- | -------------------------- | --------------- | ---------------------------------------------------- |
| Пиростия                   | Πυροστιά                   | 1966 m          | ЮЗ от Микроливадо (Лабаница) и ЗСЗ от Крания (Турия) |
| Анкатотопос, Панде Коскини | Αγκαθότοπος, Πάντε Κοσκίνι | 1924 m          | ЮЗ от Микроливадо (Лабаница) и ЗСЗ от Крания (Турия) |
| Валиарас                   | Βαλιαράς                   | 1018 m          | ЮЮИ от Микроливадо (Лабаница) и СЗ от Крания (Турия) |
| Ватаварда                  | Βαταβάρδα                  | 1114 m          | СЗ от Микроливадо (Лабаница)                         |
| Гусомсиос                  | Γκουκομίσιος               | 1824 m          |                                                      |
| Дамбури                    | Νταμπούρι                  | 1887 m          |                                                      |
| Драмала                    | Ντραμάλα                   | 1737 m          | З от Микроливадо (Лабаница)                          |
| Калда, Хуса                | Κάλντα, Χούσα              | 1758 m          | З от Микроливадо (Лабаница)                          |
| Куцура                     | Κούτσουρα                  | 1678 m          |                                                      |
| Кира Кали                  | Κυρά Καλή                  | 1860 m          | ЮЗ от Микроливадо (Лабаница) и ЗСЗ от Крания (Турия) |
| Лекани                     | Λεκάνη                     | 1433 m          |                                                      |
| Месири                     | Μεσίρη                     | 1200 m – 1165 m | Ю от Микроливадо (Лабаница) и СЗ от Крания (Турия)   |
| Педияс Спану, Прицинда     | Πεδιάς Σπανού, Πριτσίντα   | 1868 m          | ЮЗ от Микроливадо (Лабаница) и ЗСЗ от Крания (Турия) |
| Сяманикос                  | Σιαμανίκος                 | 1897 m          |                                                      |
| Трипмени                   | Τρυπημένη                  | 1284 m          | ЮЮЗ от Микроливадо (Лабаница)                        |